# 富士龙

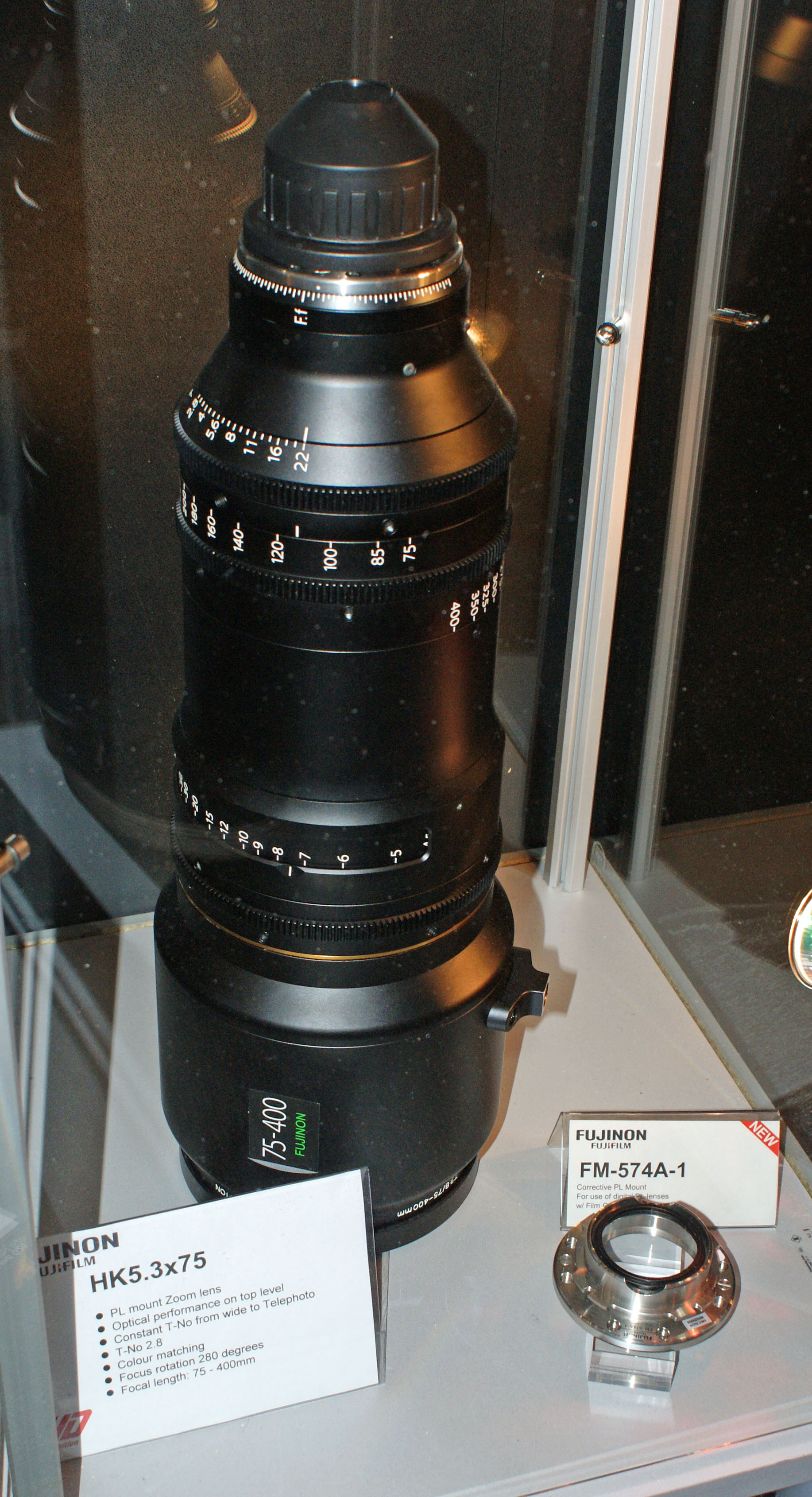
HK5.3x75鏡頭

富士龙（Fujinon）是富士胶片（日语：富士写真フイルム）专门生产供摄影、医疗、视频和电视使用光学镜头的部门。其产品涵盖包括鱼眼镜头、定焦镜头、多种焦距镜头、电动变倍镜头、日夜两用镜头、超长焦距镜头等诸多方面。
產品有
- 大像幅镜头系列
- 放大镜头系列
- 望远镜系列